# Wolfgang Sobotka
Wolfgang Sobotka (* 5. leden 1956, Waidhofen an der Ybbs) je rakouský politik, zastávající od roku 21. dubna 2016 do 18. prosince 2017 úřad rakouského spolkového ministra vnitra za Rakouskou lidovou stranu (ÖVP), v kterém nahradil odstoupivší stranickou kolegyni Johannu Miklovou-Leitnerovou. Od 20. prosince 2017 předsedá dolní komoře rakouského parlamentu.

## Životopis
Wolfgang Sobotka se narodil v roce 1956 v rakouské spolkové zemi Dolní Rakousy. Vystudoval historii na univerzitě ve Vídni, hru na violoncello a učitelství hudby na univerzitě hudebních a dramatických umění ve Vídni a také dirigování na soukromé Brucknerově konzervatoři v Linci.
V roce 2017 uvedl, že nárůst kriminality v Rakousku o 3 % za roky 2015–2016 souvisí s nově příchozími uprchlíky.